# Hanns Heinrich Schumacher

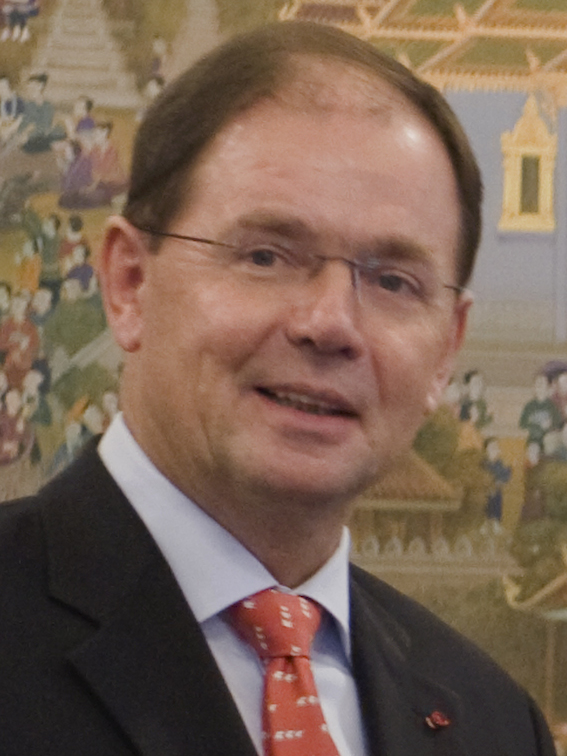
Hanns Schumacher (2010)

Hanns Heinrich Schumacher (* 10. November 1948 in Duisburg-Hamborn) ist ein ehemaliger deutscher Diplomat. Er leitete zuletzt von November 2011 bis Juni 2014 als Botschafter der Bundesrepublik Deutschland bei den Vereinten Nationen die deutsche Ständige Vertretung in Genf. Seit dem 30. Juni 2014 ist er im Ruhestand. Er war von 2008 bis 2019 gewähltes, ehrenamtliches Mitglied im deutschen UNICEF Komitee. Für den Zeitraum 2018–2021 wurde er von UN-Generalsekretär Antonio Guterres als Berater in die Advisory Group des Peacebuilding Fund berufen.

## Leben
Schumacher absolvierte ein Studium der Politik- und Rechtswissenschaften, gefolgt von der Promotion zum Dr. iur. 1979. Nach dem Eintritt in den Auswärtigen Dienst 1977 folgten Verwendungen in Israel und Trinidad und Tobago. Von 1984 bis 1993 arbeitete er zehn Jahre im Leitungsbereich des Auswärtigen Amtes, unter anderem als Persönlicher Referent von Hans-Dietrich Genscher, schließlich von 1991 bis 1993 als Sprecher des Auswärtigen Amtes.
1993 wurde Schumacher zunächst Botschafter der Bundesrepublik Deutschland in Namibia, ehe er von 1997 bis 1999 Stellvertretender Hoher Repräsentant für die zivile Implementierung des Friedensabkommens von Dayton in Sarajevo war. Unter seiner Leitung etablierte sich der Ministerrat des Gesamtstaates, die staatlichen Symbole (Hymne, Fahne) wurden geschaffen und nach langem Widerstand der ethnischen Gruppen das erste Passgesetz von Bosnien-Herzegowina verabschiedet.
Von 1999 bis 2003 war Schumacher Vertreter des Ständigen Vertreters der Bundesrepublik bei den Vereinten Nationen in New York. Er leitete die deutsche UN-Vertretung 2001/2002 als Geschäftsträger. Als Verhandlungsführer für das Schlussdokument des sogenannten UN-Gipfels über Kinderrechte der Staats- und Regierungschef (Mai 2002) trug er wesentliche Verantwortung am Zustandekommen eines neuen, rechte-orientierten Aktionsplans von UNICEF. Von 2003 bis 2007 leitete er die deutsche Vertretung in Helsinki, von dort wechselte er bis August 2008 nach Bagdad. Danach wurde er Botschafter in Thailand.